# Ploy
Pour plus de détails, voir Fiche technique et Distribution.
Ploy (พลอย) est un film thaïlandais réalisé par Pen-ek Ratanaruang, sorti en 2007.

## Synopsis

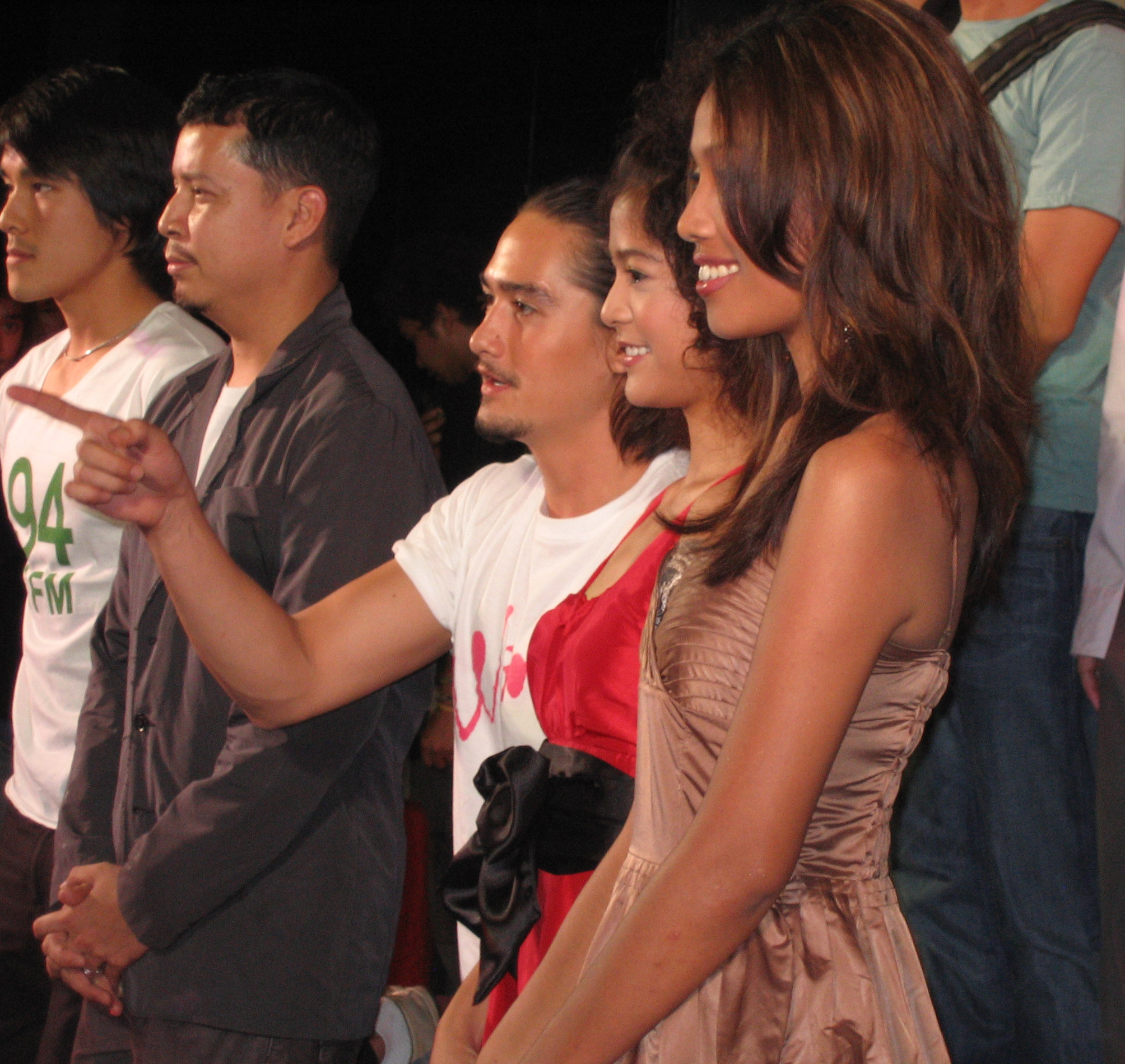
De gauche à droite : Thaksakorn Pradabponga (Moo), Ananda Everingham (Nut, le barman), Apiriya Sakuljaroensuk (Ploy) et Porntip Papanai (Tum) le 05 juin 2007

Ploy est une jeune femme de 19 ans, qui a quitté Stockholm pour Bangkok afin de retrouver sa mère. Elle croise au bar d'un hôtel le regard perdu d'un homme. La femme de celui-ci développe une névrose maladive autour de cette rencontre. À quelques chambres de là, dans le même hôtel, une autre histoire prend forme entre un barman et une femme de chambre.

## Fiche technique
- Titre : Ploy
- Titre alternatif : พลอย
- Réalisation : Pen-ek Ratanaruang
- Scénario : Pen-ek Ratanaruang
- Photographie : Chankit Chamnivikaipong
- Montage : Patamanadda Yukol
- Production : Rewat Vorarat
- Société de production : Five Star Entertainment et Fortissimo Films
- Société de distribution : Wild Side Films (France)
- Pays :  Thaïlande
- Format : Couleurs - 1,85:1 - 35 mm
- Société de distribution : Le Pacte (France), Five Star (Thaïlande)
- Genre : Drame
- Durée : 105 minutes
- Date de sortie : 2007 , 16 avril 2008 en salle en France[2]

## Distribution
- Apinya Sakuljaroensuk : Ploy[3]
- Pornwut Sarasin : Wit, le mari
- Lalita Panyopas : Daeng, l'épouse

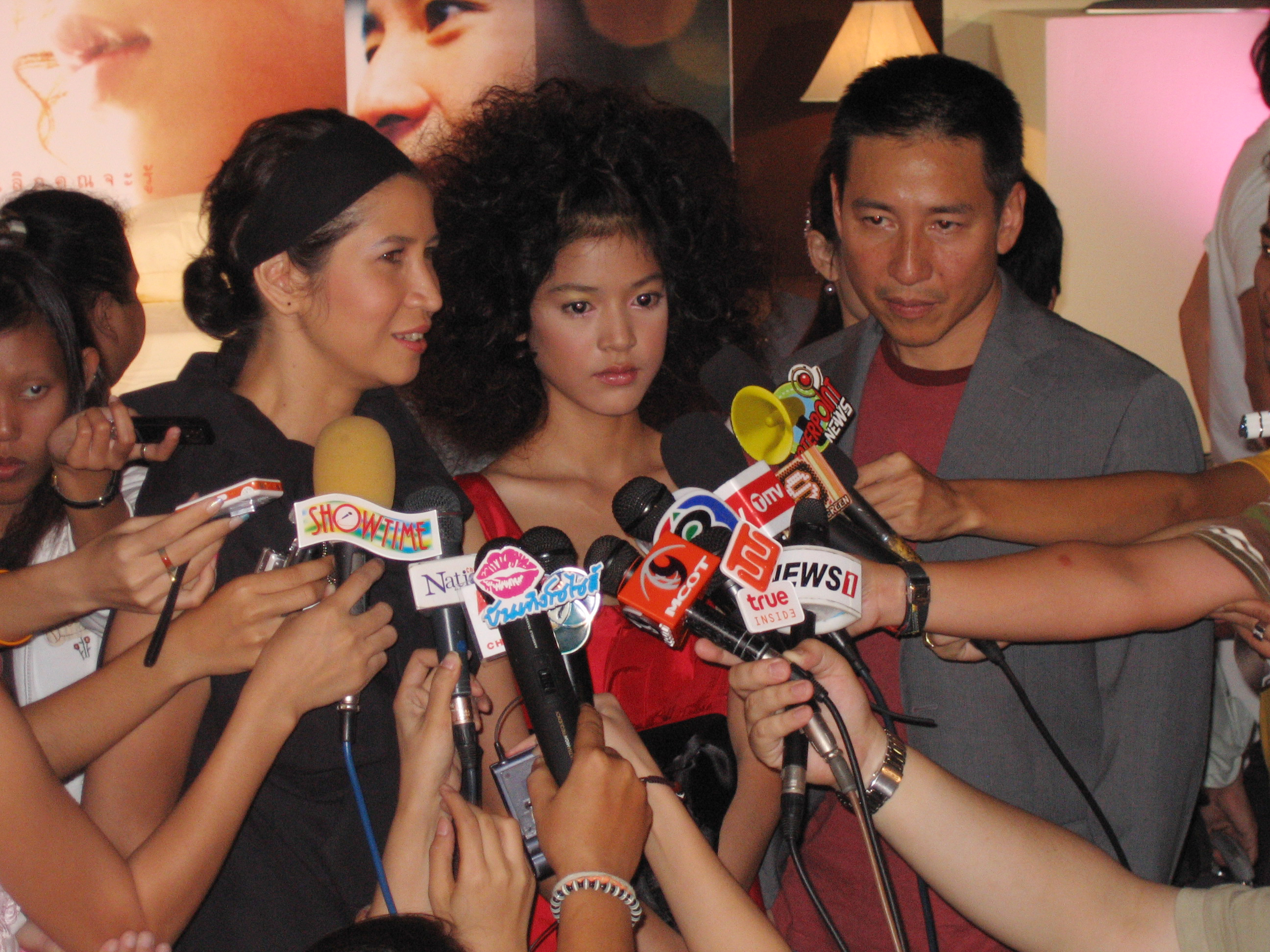
Lalita Panyopas (Daeng, l'épouse), Apinya Sakuljaroensuk (Ploy) et Porwut Sarasin (Wit, le mari) en juin 2007

- Ananda Everingham  : Nut, le barman
- Porntip Papanai : Tum, la femme de chambre
- Thaksakorn Pradapphongsa : Moo[4]